# Naissance en 1064
Naissance
- 1060
- 1061
- 1062
- 1063
- 1064
- 1065
- 1066
- 1067
- 1068

Cette page dresse une liste de personnalités nées au cours de l'année 1064 :
- Al-Abiwardi (it), poète, historien persan.
- Danxia Zichun (en), moine bouddhiste chinois.
- Robert Fitz Richard (en), noble anglo-saxon.

date incertaine (vers 1064)
- Hugues de Flavigny, moine bénédictin et historien.

## Crédit d'auteurs
- Cet article est partiellement ou en totalité issu de l'article intitulé « 1064 » (voir la liste des auteurs).